# Eßlingen (Herrschaft)
Die Herrschaft Eßlingen war eine Grundherrschaft im Viertel unter dem Manhartsberg im Erzherzogtum Österreich unter der Enns, dem heutigen Niederösterreich.

## Ausdehnung
Die Herrschaft umfasste zuletzt die Ortsobrigkeit über Eßlingen, Mannsdorf, Straudorf und Kroatisch-Wagram. Der Sitz der Verwaltung befand sich im Schloss Essling.

## Geschichte
Letzter Inhaber der k.k. Familienherrschaft war Kaiser Ferdinand I. Im Zuge der Reformen 1848/1849 wurde die Herrschaft aufgelöst.